# Domenico Morosini
Domenico Morosini (... – febbraio 1156) è stato un militare, diplomatico e politico italiano, 37º doge della Repubblica di Venezia dal 1148 fino alla sua morte.

## Biografia
Membro della famiglia Morosini, era figlio di un Pietro o di un Francesco. Sposò una certa Sofia di cui non si conosce il casato ed ebbe diversi figli: Domenico e Marino (che, come vedremo, ebbero importanti incarichi politici e militari), cui vanno aggiunti, probabilmente, Giovanni, Marco e Roberto (e forse un Morosino, che potrebbe però trattarsi del già citato Domenico); una figlia, infine, fu la seconda moglie del doge Pietro Polani.
Nulla si conosce della sua giovinezza; la prima notizia sul suo conto, riportata nell'epigrafe funeraria, risale al 1124 quando si distinse durante il celebre assedio di Tiro agli ordini del doge Domenico Michiel.
Nel 1147 è attestata la sua presenza a Costantinopoli come ambasciatore del doge Pietro Polani. Accompagnato da Andrea Zeno, il Morosini doveva infatti definire con Manuele I le operazioni da condurre contro i Normanni che, approfittando della seconda crociata, avevano occupato Corfù e attaccato la Grecia. Nell'ottobre di quello stesso anno fu raggiunto un accordo: i Veneziani offrivano il loro aiuto militare in cambio del rinnovo dei precedenti privilegi mercantili, cui si aggiungeva il permesso di commerciare senza dazi anche a Creta e a Cipro.
La flotta venne preparata nell'inverno 1147-48 per salpare poi sotto la guida del doge Polani. Tuttavia, appena arrivati a Caorle, quest'ultimo si ammalò e lasciò il comando delle milizie al fratello Giovanni e al figlio Naimero; rientrato a Venezia, morì poco dopo e il Morosini fu quindi chiamato a succedergli.

## Dogado
Il nuovo doge si trovò subito ad affrontare la guerra contro i Normanni. Le operazioni furono meno facili del previsto, ma si risolsero in un successo: l'assedio di Corfù si prolungò oltre i sei mesi inizialmente previsti e si concluse nell'estate del 1149 con la resa degli occupanti, mentre a capo Malea la flotta veneto-bizantina sbaragliava le navi di Ruggero II di Sicilia inviate per colpire le coste greche. Tuttavia, solo nel 1154 venne conclusa una pace con re Guglielmo I.
Dopo il conflitto, il Morosini dovette risolvere un'altra spinosa questione: la rivolta di Pola e di altre città istriane. Nel 1150 pose il figlio Domenico e Marco Gradenigo alla testa di cinquanta galee che riuscirono, non senza difficoltà, ad avere ragione dei ribelli. Il 2 aprile dello stesso anno i rappresentanti di Pola, Parenzo, Rovigno, Cittanova e Umago giuravano fedeltà alla Repubblica, cui si aggiunse più tardi anche la promissione del vescovo di Pola.
Nello stesso periodo il doge mise mano ai problemi interni, riuscendo ad appianare i contrasti che avevano opposto i Polani al patriarca di Grado Enrico Dandolo e ai Badoer suoi alleati. Il prelato si era infatti nettamente opposto all'intervento veneziano contro i Normanni voluto dal doge Polani che, in risposta, aveva esiliato lui e la sua famiglia distruggendo poi le loro case nei pressi di San Luca; tale condotta aveva suscitato la condanna di papa Eugenio III che emise l'interdetto su Venezia. Verso il 1150 il Morosini mediò la riconciliazione facendo sposare una nipote del doge Polani con Andrea Dandolo, nipote del patriarca, che poté tornare in città con i suoi sostenitori (e con l'approvazione del pontefice).
Nel 1152 il Ducato attaccò Ancona che da tempo compiva atti di pirateria contro la flotta commerciale veneziana. Posti al comando del figlio del doge Marino, i legni veneziani indussero rapidamente la città a concludere un trattato di amicizia.
Per quanto riguarda la Dalmazia, il doge tentò di rafforzarne il controllo nominando suo figlio Domenico conte di Zara, ma ciò non impedì al regno di Ungheria di conquistare Traù, Sebenico e Spalato, quest'ultima sede di una diocesi metropolitana. Affinché le città dalmate non sottomesse non dovessero far riferimento ad un metropolita straniero, nel 1154 papa Anastasio IV concedeva al vescovo Lampridio di Zara il pallio, creandolo primate di tutta la Dalmazia. Tra anni dopo, papa Adriano IV confermava quando già stabilito e assoggettava la regione al patriarcato di Grado.
Ultimo atto del suo governo fu, nel dicembre 1154, l'invio di una legazione composta dal figlio Domenico con Vitale Falier e Giovanni Bonaldo presso Federico I Barbarossa (allora impegnato nella dieta di Roncaglia) che confermò l'antico pactum con la Repubblica.
Morì nel febbraio del 1156 e venne sepolto a Santa Croce. La tomba è stata dispersa dopo la demolizione della chiesa nell'Ottocento, ma si conserva il testo dell'epigrafe, nel quale è ripercorsa dettagliatamente la carriera del doge.
Durante il dogado del Morosini venne introdotta l'usanza della promissione ducale e furono emanate alcune leggi civili sui rapporti fra i coniugi. In questi anni Venezia conobbe un'intensa attività edilizia con la ricostruzione della contrada di Santa Maria Mater Domini, distrutta da un incendio nel 1149, e la fondazione delle chiese di San Matteo di Murano e di Santa Maria (poi detta "dei Crociferi" e oggi "dei Gesuiti") con l'annesso ospizio per donne in difficoltà. Proseguiva, nel frattempo, la costruzione del campanile di San Marco, sotto l'architetto Buono, che fu elevato sino alla cella campanaria.